# Titus Vestricius Spurinna
Titus Vestricius Spurinna (* um 25 n. Chr.; † nach 105) war ein im 1. Jahrhundert n. Chr. lebender römischer Politiker und zweimaliger Konsul in der frühen Kaiserzeit.

## Herkunft und familiäres Umfeld
Titus Vestricius Spurinna entstammte einem bereits in der späten Römischen Republik vorkommenden Geschlecht. Vermutlich war er ein Nachkomme eines anderen Titus Vestricius Spurinna und zwar des Auguren dieses Namens (so Plutarch; bei anderen Autoren war er lediglich Haruspex), der Gaius Iulius Caesar bereits einen Monat vor dessen Ermordung vor einer bis zu den Iden des März (44 v. Chr.) drohenden Gefahr gewarnt hatte. Er wurde um das Jahr 25 n. Chr. geboren, seine Eltern sind nicht bekannt.

## Politische und militärische Laufbahn
Wie sich die Anfänge von Spurinnas politischer Laufbahn abgespielt haben, ist nicht bekannt. Spätestens unter Nero wurde er Senator. In der antiken Literatur taucht er erst im Jahr 69 als Legat des Appius Annius Gallus, des Suffektkonsuls des Jahres 67, auf. In dieser Eigenschaft besetzte und verteidigte er für Kaiser Otho die Stadt Placentia gegen die Anhänger des von seinen Truppen zum Kaiser erhobenen Vitellius unter Aulus Caecina Alienus. Es gelang ihm, Placentia zu behaupten; daraufhin schloss er sich der Hauptmacht an. Dann kommt er in den antiken Quellen bis zum Jahr 97 wieder nicht vor. In diesem Intervall amtierte er zu einem umstrittenen Zeitpunkt erstmals als Suffektkonsul. Unter Domitian wurde er zurückgesetzt. Später war er in einem ebenfalls nicht genau bekannten Jahr (möglicherweise kurzzeitig 97 n. Chr.) Statthalter der Provinz Germania inferior. Als solcher setzte er den romfreundlichen, von seinem Stamm vertriebenen König der Brukterer kampflos wieder ein. Von Nerva erhielt er dafür eine Triumphstatue. Im Jahr 97 wurde er einer Kommission zur Senkung des Staatshaushaltes zugeteilt, nahm aber aus Gesundheitsgründen diesen Ruf nicht an. Er war wohl nicht nur mit Nerva, sondern auch mit Kaiser Trajan befreundet, da er am 1. April 98 zum zweiten Mal Suffektkonsul wurde. Nach dem mit ihm enger verbundenen Plinius dem Jüngeren hat er sich auch als Lyriker versucht.
Die Gattin des Spurinna war eine Cottia. Er hatte einen Sohn Vestricius Cottius, der noch im Jünglingsalter verstarb.